# Memnon d'Héraclée
Pour les articles homonymes, voir Memnon.
Memnon d'Héraclée (en grec ancien : Mέμνων) est un historien grec de l'Antiquité,  probablement natif d'Héraclée du Pont. Il a raconté l'histoire de sa cité et particulièrement celle des différents tyrans qui la dirigèrent. Son œuvre n'est connue que grâce au codex 224 de la Bibliothèque de Photios de Constantinople.

## Notice historique
Selon Photios, l’Histoire de Memnon comprenait vingt-quatre livres, parmi lesquels il rend compte des livres cinq à seize. Les quatre premiers et les huit derniers étaient apparemment perdus dès son époque. La partie qu'il résume commence à l'époque du premier tyran de la cité, Cléarque, disciple d'Isocrate puis de Platon, et elle se termine après la prise d'Héraclée par Marcus Aurelius Cotta et Lucullus (70 av. J.-C.). La durée couverte dans les huit derniers livres est inconnue, et on ne peut donc pas savoir exactement à quelle époque vivait Memnon.